# Wilhelm Heinrich Ackermann
Pour les articles homonymes, voir Ackermann.
Wilhelm Heinrich Ackermann (en français Guillaume), né le 25 juin 1789 à Auerbach/Vogtl. et mort le 27 mars 1848 à Francfort-sur-le-Main, est un pédagogue allemand. Pendant la campagne d'Allemagne de 1813, il sert comme volontaire de guerre dans le Lützowsches Freikorps. 

## Biographie
Wilhelm Heinrich Ackermann naît le 25 juin 1789 à Auerbach/Vogtl.
Ackermann est le fils d'un prêtre et fréquente le gymnase de Gotha. En 1807, il commence à étudier la théologie à Leipzig. En même temps, il devient tuteur pour quelques jeunes anglais par l'intermédiaire de son oncle Rodolphe Ackermann, qui vit à Londres.
Cela lui donne l'envie d'enseigner, et, en 1811, il accepte une invitation de Johann Heinrich Pestalozzi à se rendre à Yverdon. Il travaille donc sous la direction du maître, et comme un de ses meilleurs collaborateurs, et y assimile la méthode de Pestalozzi.
Le 25 mars 1813 il quitte Yverdon, il s'engage comme volontaire dans le corps franc de Lützow et participe à tous les combats du corps jusqu'à son entrée à Paris. Lors de la bataille du Göhrde, il capture un canon le 16 septembre 1813 et reçoit la Croix de Fer. L'un de ses amis, Theodor Körner, tombe le 26 août 1813 et il creuse la tombe avec trois camarades sous un chêne à Wöbbelin.
Après la fin de la guerre, il reprend son travail d'enseignant en divers endroits, entre autres de nouveau avec Pestalozzi à Yverdon-les-Bains. En 1819, il arrive à Francfort-sur-le-Main et en 1820, il devient professeur d'allemand et d'histoire à la Musterschule, où il reste jusqu'à sa retraite à la fin de 1847.
Wilhelm Heinrich Ackermann meurt le 27 mars 1848. Sa tombe se trouve au cimetière principal de Francfort (Gewann E 69) et est une tombe d'honneur. Une rue et une école primaire à Francfort-Gallus portent le nom d'Ackermann.

## Œuvres
- Erinnerungen aus meinem Leben bei Pestalozzi, mitgetheilt den 12. Januar 1846 an seinem hundertjährigen Geburtsfeste in Frankfurt am Main Frankfurt am Main, Jäger, 1846.
- Erinnerungen eines Lützower Jägers aus der Lüneburger Haide in: Erinnerungen aus den Freiheitskriegen, 1813 und 1814, Teil 1, Frankfurt am Main, Hermann, 1847.
- Das Geschwisterpaar unter der Eiche bei Wöbbelin in: Erinnerungen aus den Freiheitskriegen, 1813 und 1814, Teil 1, Frankfurt am Main, Hermann, 1847.